# Saison 1980-1981 du Montpellier Paillade Sport Club
Maillots
Chronologie
Saison précédente Saison suivante
La saison 1980-1981 du Montpellier PSC a vu le club évoluer en Division 2 pour la troisième saison consécutive.
Le club héraultais va réaliser un quasi sans faute dans le groupe A de seconde division, ne quittant la place de leader qu'à deux reprises tout au long de la saison. Seul ombre au tableau, la défaite lors de la finale du championnat face au Stade brestois.
Le parcours en Coupe de France est à l'image de celui en championnat, les pailladins atteignent les quarts de finale de la compétition en éliminant notamment deux clubs de Division 1.

## Déroulement de la saison

### Inter-saison
La saison précédente n'ayant pas tenu ses promesses, Robert Nouzaret est remplacé par le "sorcier" nîmois, Abdelkader Firoud. 
Il n'y aura quasiment pas de temps d'adaptation lors de cette saison, puisque pour la première fois depuis la reprise en main du club par Louis Nicollin, le groupe est resté quasiment inchangé à l'inter-saison, les seuls transferts notables étant l'arrivée de Désiré-Jean Sikely pour remplacer Sauveur Agostini parti au RC Lens.

### Championnat
Le nouvel entraineur, riche d'une longue expérience au Nîmes Olympique, mise sur la continuité et se voit largement récompensé, puisque les pailladins prennent la tête d'entrée du championnat pour ne quasiment plus la lâcher jusqu'à la fin de la saison. 
Le seul point noir de ce magnifique parcours en championnat est la défaite face au Brest Armorique FC en finale du championnat, défait en Bretagne trois buts à deux, les hommes d'Abdelkader Firoud s'inclineront également à la Mosson deux buts à zéro.

### Coupes nationales
Les supporteurs vont avoir droit à un nouveau périple en Coupe de France lors de cette saison. Après des matchs à élimination directe bien négocier avec notamment l'élimination de l'OGC Nice, les Héraultais vont éliminer en huitième de finale le FC Metz, un autre club de Division 1 avant de se retrouver une nouvelle fois face à l'AS Saint-Étienne en quart de finale. 
Cependant prévenus par leur mésaventure de la saison précédente, les Stéphanois ne prendront pas les Pailladins de haut et après avoir battu les Montpellier PSC deux buts à un au Stade Geoffroy-Guichard, il tiendront en échec un but partout, les hommes d'Abdelkader Firoud lors du match retour.

## Joueurs et staff

### Transferts
| Été 1980           |               |                           |                        |                   |
| Nom                | Nationalité   | Transfert                 | Provenance/Destination | Division          |
| Arrivées           |               |                           |                        |                   |
| Freddy Bresson     | France        | Transfert                 | Olympique d'Alès       | Division 3        |
| Jean-Pierre Duch   | France        | Premier contrat pro       |                        |                   |
| Désiré-Jean Sikely | Côte d'Ivoire | Transfert                 | FC Martigues           | Division 2        |
| Pierre Giudicelli  | France        | Transfert                 | GFCO Ajaccio           | Division 2        |
| Départs            |               |                           |                        |                   |
| Eric Edwige        | France        | Transfert                 | AS Béziers             | Division 2        |
| Henri Malabave     | France        | Fin de contrat (Retraite) |                        |                   |
| Michel Maurin      | France        | Fin de contrat            | US Tropézienne         | Division inconnue |
| Patrick Chauvry    | France        | Fin de contrat (Retraite) |                        |                   |
| Patrick David      | France        | Fin de contrat (Retraite) |                        |                   |
| Philippe Javary    | France        | Fin de contrat (Retraite) |                        |                   |
| Sauveur Agostini   | France        | Transfert                 | RC Lens                | Division 1        |
| Thierry Tur        | France        | Transfert                 | AS Béziers             | Division 2        |

| Changement d'entraineur (1er juillet 1980) |             |                       |                        |            |
| Nom                                        | Nationalité | Transfert             | Provenance/Destination | Division   |
| Arrivées                                   |             |                       |                        |            |
| Abdelkader Firoud                          | France      | Libre de tout contrat |                        |            |
| Départs                                    |             |                       |                        |            |
| Robert Nouzaret                            | France      | Transfert             | SR déodatiens          | Division 2 |

## Rencontres de la saison

### Division 2
| Tour          | Adversaire             | Lieu | Résultat | Buteurs du MPSC                                                                        |
| Journée 1     | Olympique de Marseille | Dom. | 3-1      | Jacky Vergnes · José Pasqualetti                                                       |
| Journée 2     | Gazélec Ajaccio        | Dom. | 0-0      | -                                                                                      |
| Journée 3     | AS Libourne            | Ext. | 2-0      | Désiré-Jean Sikely · Christian Sarramagna                                              |
| Journée 4     | RC Franc-Comtois       | Dom. | 2-0      | Désiré-Jean Sikely · (c.s.c.) Abdallah Liegeon                                         |
| Journée 5     | EDS Montluçon          | Ext. | 1-1      | José Pasqualetti                                                                       |
| Journée 6     | AS Cannes              | Dom. | 3-0      | Bernard Ducuing · José Pasqualetti · Alain Hopquin                                     |
| Journée 7     | AS Béziers             | Ext. | 1-1      | Christian Sarramagna                                                                   |
| Journée 8     | FC Martigues           | Dom. | 3-0      | (c.s.c.) Legros · Bernard Ducuing · Régis Durand                                       |
| Journée 9     | FC Gueugnon            | Ext. | 0-1      | -                                                                                      |
| Journée 10    | AS Angoulême           | Dom. | 0-0      | -                                                                                      |
| Journée 11    | SR déodatiens          | Ext. | 2-1      | Michel Granier · Jacky Vergnes                                                         |
| Journée 12    | US Tavaux              | Dom. | 4-0      | Bernard Ducuing · Pierre Giudicelli · (c.s.c.) Artaud                                  |
| Journée 13    | AS Corbeil-Essonnes    | Ext. | 2-0      | Jean-Louis Gasset · Michel Granier                                                     |
| Journée 14    | FC Grenoble Dauphiné   | Dom. | 1-1      | Christian Sarramagna                                                                   |
| Journée 15    | CS Thonon              | Ext. | 1-2      | Alain Hopquin                                                                          |
| Journée 16    | Toulouse FC            | Dom. | 2-1      | Désiré-Jean Sikely · Jacky Vergnes                                                     |
| Journée 17    | Olympique d'Avignon    | Ext. | 3-0      | Christian Sarramagna · Jacky Vergnes                                                   |
| Journée 18    | Gazélec Ajaccio        | Ext. | 1-1      | Désiré-Jean Sikely                                                                     |
| Journée 19    | AS Libourne            | Dom. | 1-0      | Jean-Louis Gasset                                                                      |
| Journée 20    | RC Franc-Comtois       | Ext. | 0-0      | -                                                                                      |
| Journée 21    | EDS Montluçon          | Dom. | 3-0      | Jacky Vergnes · Christian Sarramagna · Bernard Ducuing                                 |
| Journée 22    | AS Cannes              | Ext. | 1-0      | Christian Sarramagna                                                                   |
| Journée 23    | AS Béziers             | Dom. | 1-0      | -                                                                                      |
| Journée 24    | FC Martigues           | Ext. | 1-0      | Jacky Vergnes                                                                          |
| Journée 25    | AS Angoulême           | Ext. | 1-2      | Jacky Vergnes                                                                          |
| Journée 26    | SR déodatiens          | Dom. | 0-0      | -                                                                                      |
| Journée 27    | US Tavaux              | Ext. | 1-0      | Michel Granier                                                                         |
| Journée 28    | AS Corbeil-Essonnes    | Dom. | 3-1      | Jacky Vergnes · Jean-Louis Gasset · José Pasqualetti                                   |
| Journée 29    | FC Grenoble Dauphiné   | Ext. | 0-0      | -                                                                                      |
| Journée 30    | FC Gueugnon            | Dom. | 2-0      | Jacky Vergnes · Pierre Giudicelli                                                      |
| Journée 31    | CS Thonon              | Dom. | 1-0      | Jacky Vergnes                                                                          |
| Journée 32    | Toulouse FC            | Ext. | 0-2      | -                                                                                      |
| Journée 33    | Olympique d'Avignon    | Dom. | 7-0      | Jacky Vergnes · Régis Durand · Christian Sarramagna · Freddy Bresson · Bernard Ducuing |
| Journée 34    | Olympique de Marseille | Ext. | 1-3      | José Pasqualetti                                                                       |
| Finale aller  | Brest Armorique FC     | Ext. | 2-3      | Christian Sarramagna · Jacky Vergnes                                                   |
| Finale retour | Brest Armorique FC     | Dom. | 0-2      | -                                                                                      |

### Coupe de France
| Tour            | Adversaire                       | Lieu | Résultat | Buteurs du MPSC                                                             |
| 6e tour         | FC Carpentras (DH)               | Ext. | 2-0      | José Pasqualetti · Jacky Vergnes                                            |
| 7e tour         | CS Vienne (Division inconnue)    | Ext. | 5-0      | Mama Ouattara · Désiré-Jean Sikely · Christian Sarramagna · Bernard Ducuing |
| 1/32e de finale | OGC Nice (Division 1)            | Dom. | 1-0      | José Pasqualetti                                                            |
| 1/16e de finale | CS Louhans-Cuiseaux (Division 3) | Ext. | 2-1      | Bernard Ducuing · Jean-Louis Gasset                                         |
| 1/16e de finale | CS Louhans-Cuiseaux (Division 3) | Dom. | 3-0      | Pierre Giudicelli · Patrick Baldassara · José Pasqualetti                   |
| 1/8e de finale  | FC Metz (Division 1)             | Ext. | 1-2      | Désiré-Jean Sikely                                                          |
| 1/8e de finale  | FC Metz (Division 1)             | Dom. | 1-0      | Jacky Vergnes                                                               |
| 1/4 de finale   | AS Saint-Etienne (Division 1)    | Ext. | 1-2      | Jacky Vergnes                                                               |
| 1/4 de finale   | AS Saint-Etienne (Division 1)    | Dom. | 1-1      | Désiré-Jean Sikely                                                          |

## Statistiques

### Statistiques collectives
| Compétition     | Débute au tour | Place ou tour final | Matches joués | Gagnés | Nuls | Perdus | Buts pour | Buts contre | Différence |
| Division 2      | -              | Finaliste           | 36            | 21     | 8    | 7      | 56        | 22          | +34        |
| Coupe de France | 6e tour        | 1/4 de finale       | 9             | 6      | 1    | 2      | 17        | 6           | +11        |
| Total           | -              | -                   | 45            | 27     | 9    | 9      | 73        | 28          | +45        |

### Statistiques individuelles
| Nat. | Nom         | Division 2 | Division 2  | Division 2 | Division 2   | Coupe de France | Coupe de France | Coupe de France | Coupe de France | Total | Total       | Total  | Total        |
| Nat. | Nom         | M.j.       | But inscrit | Averti     | Carton rouge | M.j.            | But inscrit     | Averti          | Carton rouge    | M.j.  | But inscrit | Averti | Carton rouge |
|      | Deplagne    | 5          | 0           | 0          | 0            | 0               | 0               | 0               | 0               | 5     | 0           | 0      | 0            |
|      | Formici     | 29         | 0           | 0          | 0            | 9               | 0               | 0               | 0               | 38    | 0           | 0      | 0            |
|      | Hopquin     | 20         | 2           | 0          | 0            | 2               | 0               | 0               | 0               | 22    | 2           | 0      | 0            |
|      | Kawa        | 4          | 0           | 0          | 0            | 1               | 0               | 0               | 0               | 5     | 0           | 0      | 0            |
|      | Baldassara  | 28         | 0           | 0          | 0            | 7               | 1               | 0               | 0               | 35    | 1           | 0      | 0            |
|      | Durand      | 33         | 2           | 0          | 0            | 9               | 0               | 0               | 0               | 42    | 2           | 0      | 0            |
|      | Alleman     | 0          | 0           | 0          | 0            | 1               | 0               | 0               | 0               | 1     | 0           | 0      | 0            |
|      | Mayot       | 22         | 0           | 0          | 0            | 7               | 0               | 0               | 0               | 29    | 0           | 0      | 0            |
|      | Bresson     | 6          | 1           | 0          | 0            | 1               | 0               | 0               | 0               | 7     | 1           | 0      | 0            |
|      | Gasset      | 27         | 3           | 0          | 0            | 5               | 1               | 0               | 0               | 32    | 4           | 0      | 0            |
|      | Duch        | 2          | 0           | 0          | 0            | 1               | 0               | 0               | 0               | 3     | 0           | 0      | 0            |
|      | Ouattara    | 18         | 0           | 0          | 0            | 9               | 1               | 0               | 0               | 27    | 1           | 0      | 0            |
|      | Granier     | 11         | 2           | 0          | 0            | 6               | 0               | 0               | 0               | 17    | 2           | 0      | 0            |
|      | Mézy        | 29         | 0           | 0          | 0            | 7               | 0               | 0               | 0               | 36    | 0           | 0      | 0            |
|      | Ducuing     | 33         | 7           | 0          | 0            | 8               | 2               | 0               | 0               | 41    | 9           | 0      | 0            |
|      | Sarramagna  | 29         | 7           | 0          | 0            | 8               | 2               | 0               | 0               | 37    | 9           | 0      | 0            |
|      | Sikely      | 32         | 4           | 0          | 0            | 9               | 3               | 0               | 0               | 41    | 7           | 0      | 0            |
|      | Vergnes     | 27         | 14          | 0          | 1            | 8               | 3               | 0               | 0               | 35    | 17          | 0      | 1            |
|      | Pasqualetti | 30         | 6           | 0          | 1            | 8               | 2               | 0               | 0               | 38    | 8           | 0      | 1            |
|      | Giudicelli  | 16         | 3           | 0          | 0            | 1               | 1               | 0               | 0               | 17    | 4           | 0      | 0            |

### Autres statistiques
| Meilleurs buteurs \| Joueur \| Total \| \| Jacky Vergnes \| 17 \| \| Bernard Ducuing \| 9 \| \| Christian Sarramagna \| 9 \| \| José Pasqualetti \| 8 \| \| Désiré-Jean Sikely \| 7 \| \| Jean-Louis Gasset \| 4 \| \| Pierre Giudicelli \| 4 \| \| Alain Hopquin \| 2 \| \| Michel Granier \| 2 \| \| Régis Durand \| 2 \| \| Freddy Bresson \| 1 \| \| Mama Ouattara \| 1 \| \| Patrick Baldassara \| 1 \| | Équipe type de la saison Formici Hopquin Durand Mézy Baldassara Gasset Ducuing Sarramagna Vergnes Mayot Pasqualetti ou Sikely D'après les temps de jeu à leur poste. |  |
| Joueur | Total |  |
| Jacky Vergnes | 17 |  |
| Bernard Ducuing | 9 |  |
| Christian Sarramagna | 9 |  |
| José Pasqualetti | 8 |  |
| Désiré-Jean Sikely | 7 |  |
| Jean-Louis Gasset | 4 |  |
| Pierre Giudicelli | 4 |  |
| Alain Hopquin | 2 |  |
| Michel Granier | 2 |  |
| Régis Durand | 2 |  |
| Freddy Bresson | 1 |  |
| Mama Ouattara | 1 |  |
| Patrick Baldassara | 1 |  |

Buts
- Premier but de la saison :   Jacky Vergnes contre l'Olympique de Marseille lors de la 1re journée de championnat
- Premier doublé :    Jacky Vergnes contre l'Olympique de Marseille lors de la 1re journée de championnat
- Plus grande marge : 7 buts (marge positive) 7-0 contre l'Olympique d'Avignon lors de la 33e journée de championnat
- Plus grand nombre de buts dans une rencontre : 7 buts 7-0 contre l'Olympique d'Avignon lors de la 33e journée de championnat